# Tanuter
Tanuter (em armênio/arménio: տանուտեր; romaniz.: tanuter, de tun (gen. tan), "família, casa", e ter, "senhor, mestre"), no Reino da Armênia, era o título que designava o membro sênior de uma família nacarar (nobre). Nas Histórias Épicas de Fausto, o Bizantino, aparece como equivalente de naapetes, porém ao contrário deste, o tanuter era ocasionalmente nomeado pelos reis arsácidas. Os tanuteres tinham domínio absoluto (teru'iwn) sobre os príncipes (sepuh) de sua família, liderando-os em batalha, e total controle administrativo das propriedades comuns do clã. No século VI, na porção imperial da Armênia, o imperador Justiniano I (r. 527–565) fez uma série de reformar que garantiam aos tanuteres o direito de alienar e legar as posses do clã a seus herdeiros.